# Landhaus Waldthausen
Das Landhaus Waldthausen befindet sich in Bremen, Stadtteil Oberneuland, Mühlenfeldstraße 49. Das Gebäude entstand 1906 nach Plänen von Eduard Gildemeister und Wilhelm Sunkel.
Das Haus steht seit 1986 unter Bremer Denkmalschutz.

## Geschichte
Das zweigeschossige, verputzte, weiße Landhaus Waldthausen von 1906 mit einem sehr differenzierten Grundriss und einem Walmdach wurde von Gildemeister und Sunkel im Stil der Jahrhundertwende für Frau  Waldthausen entworfen. Es ist eines der späten Werke von Gildemeister. Das in einem stark durchgrünten Villenviertel stehende Gebäude wird heute (2018) auch als Büro eines Dienstleisters genutzt.